# Krystyna Tamulewicz
Krystyna Tamulewicz, także Krystyna Tamulewicz-Górna (ur. 7 sierpnia 1933 w Wilnie, zm. 24 września 2021) – dziennikarka radiowa, od 1959 w Łódzkiej Rozgłośni Polskiego Radia, autorka emitowanej na cały kraj audycji „Dzień dobry pierwsza zmiano”.

## Życiorys
Ukończyła filologię polską na Uniwersytecie Łódzkim. Następnie pracowała w szkolnictwie w Szczecinie przez rok, a później, od 1959, przez 3 lata jako inspektor szkolenia z obowiązkiem prowadzenia biblioteki w Łódzkiej Rozgłośni Polskiego Radia. Jako dziennikarka Łódzkiej Rozgłośni pracowała do przejścia na emeryturę, początkowo w redakcji dzienników, a następnie publicystyki. Wraz z Józefem Wojcieszczykiem była autorką m.in. audycji „Dzień dobry pierwsza zmiano”. Na antenie Polskiego Radia popularyzowała żeglarstwo oraz województwa powstałe w 1975 roku, skupiając się na ludziach i ich historiach.
Działała w Stowarzyszeniu Dziennikarzy Rzeczypospolitej Polskiej.
Od 1952 była żeglarką – należała do Ligi Morskiej i Rzecznej w Łodzi. W 1952 uczestniczyła w kursie żeglarskim zorganizowanym przez ligę, zdobywając kolejno patent żeglarza, sternika i sternika jachtowego.

### Życie prywatne
Jej mężem był Jerzy Górny (ur. 1934).
Została pochowana na cmentarzu rzymskokatolickim Matki Bożej Nieustającej Pomocy przy ul. Szczecińskiej w Łodzi (kw. 7, rz. 5, grób 9).

## Odznaczenia
- Honorowa Odznaka Miasta Łodzi (1969)[6][1],
- Medal 30-lecia Polski Ludowej (1975)[7],
- Złoty Krzyż Zasługi (1985)[8][1],
- Srebrny Krzyż Zasługi,
- Honorowa Odznaka Komitetu ds. Radia i Telewizji[1].